# Campanya de Guipúscoa
La campanya de Guipúscoa fou una campanya de la Guerra Civil espanyola en la que l'exèrcit franquista va conquerir el nord de la província de Guipúscoa, en poder de la República entre juliol i setembre de 1936.

## Antecedents
A finals de juliol, les tropes del General Mola van patir una escassetat de municions (amb només 26.000 cartutxos). Aleshores Francisco Franco li va enviar grans subministraments i armes des d'Itàlia i Alemanya passant per Portugal, amb 600.000 cartutxos. El 13 d'agost, Mola es va reunir amb Franco a Sevilla i va decidir capturar Sant Sebastià i Irún per tal de tallar els bascos de la frontera francesa a l'extrem occidental dels Pirineus.

## Desenvolupament
Inicialment concebut pel general Emilio Mola per avançar fins a Irun per tallar les comunicacions entre el nord de la península i França i connectar amb els rebels de la guarnició de Sant Sebastià que es van veure assetjats per les forces de Augusto Pérez Garmendia. La campanya va haver de ser desviada quan la ruta que duia a Irun va veure's bloquejada per la demolició del pont de Endarlatsa. Quan els rebels de Pamplona van saber del setge de Sant Sebastià, Alfonso Beorlegui va desviar totes les seves forces cap a l'oest en direcció a Sant Sebastià, per alleujar la guarnició rebel mentre dues columnes franquistes avançaven des de l'oest.
Després del fracàs per alleugerir el setge dels rebels a Sant Sebastià, les forces d'Alfonso Beorlegui va reprendre el seu avanç a Irún per tallar el nord de les províncies de Guipúscoa, Biscaia, Santander i Astúries, per després continuar amb la captura de Sant Sebastià fins a la frontera de Biscaia.